# Kilkís
Kilkís —en grec: Νομός Κιλκίς— és una unitat perifèrica de Grècia, a la Macedònia Central, correspon a l'antiga prefectura de Kilkís. El territori de la prefectura fou controlat per l'Imperi Otomà fins a la Primera Guerra Balcànica (1912), quan passà a mans de Bulgària. L'exèrcit grec es feu amb aquesta àrea després de la Segona Guerra Balcànica (1913). Kilkís formà part de la Prefectura de Tessalònica fins al 1939.